# Lääne-Harju
Lääne-Harju ist eine Landgemeinde im estnischen Kreis Harju (Harju maakond) mit einer Fläche von 645,7 km². Sie hat 13.864 Einwohner (Stand: 2025). Lääne-Harju liegt westlich von Tallinn an der Ostsee. Das Verwaltungszentrum befindet sich in Paldiski.

## Geschichte
Die Gemeinde wurde im Zuge der Verwaltungsreform 2017 gebildet, als die Landgemeinden Keila, Padise und Vasalemma und die Stadt Paldiski zur neuen Gemeinde Lääne-Harju zusammengelegt wurden.

## Orte
Neben der Stadt Paldiski (3500 Einwohner) gehören zur Gemeinde die Kleinstädte Ämari, Karjaküla, Keila-Joa, Klooga, Rummu und Vasalemma und die Dörfer Alliklepa, Altküla, Änglema, Audevälja, Harju-Risti, Hatu, Illurma, Karilepa, Kasepere, Keelva, Keibu, Kersalu, Kloogaranna, Kobru, Kulna, Kurkse, Kõmmaste, Käesalu, Laane, Langa, Laoküla, Laulasmaa, Lehola, Lemmaru, Lohusalu, Madise, Maeru, Meremõisa, Merenuka, Metslõugu, Määra, Nahkjala, Niitvälja, Ohtu, Padise, Pae, Pedase, Põllküla, Suurküla, Tuulna, Tõmmiku, Valkse, Veskiküla, Vihterpalu, Vilivalla und Vintse.

## Demografie
In der Gemeinde lebten zum Zeitpunkt der Volkszählung 2021 genau 12.997 Personen. Davon waren 64,1 % Esten, 27,9 % Russen und 7,9 % gehörten einer anderen ethnischen Gruppe an.

## Sehenswürdigkeiten
Zu den Sehenswürdigkeiten gehört der Keila-Wasserfall in Keila-Joa.

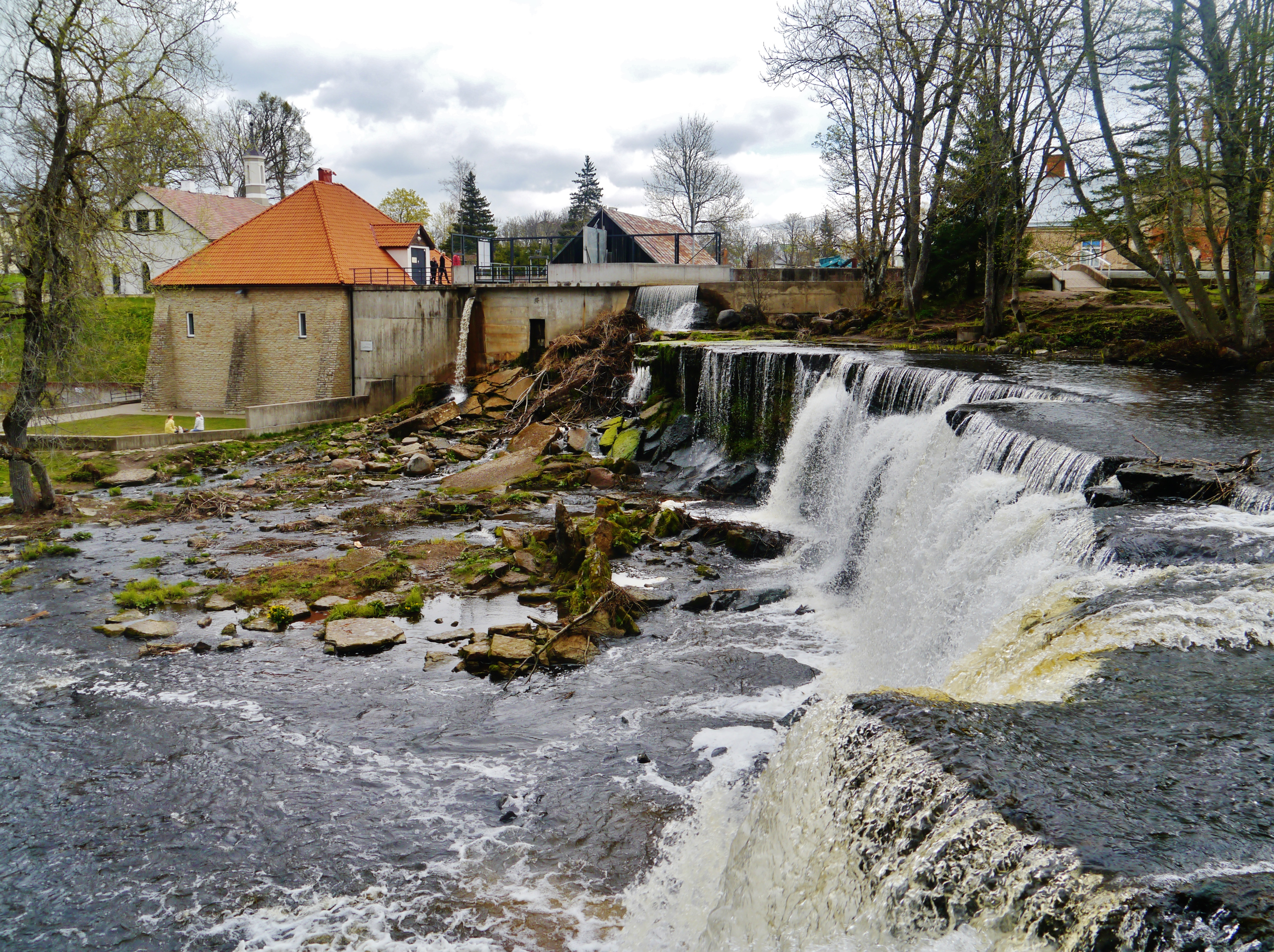
Keila-Wasserfall
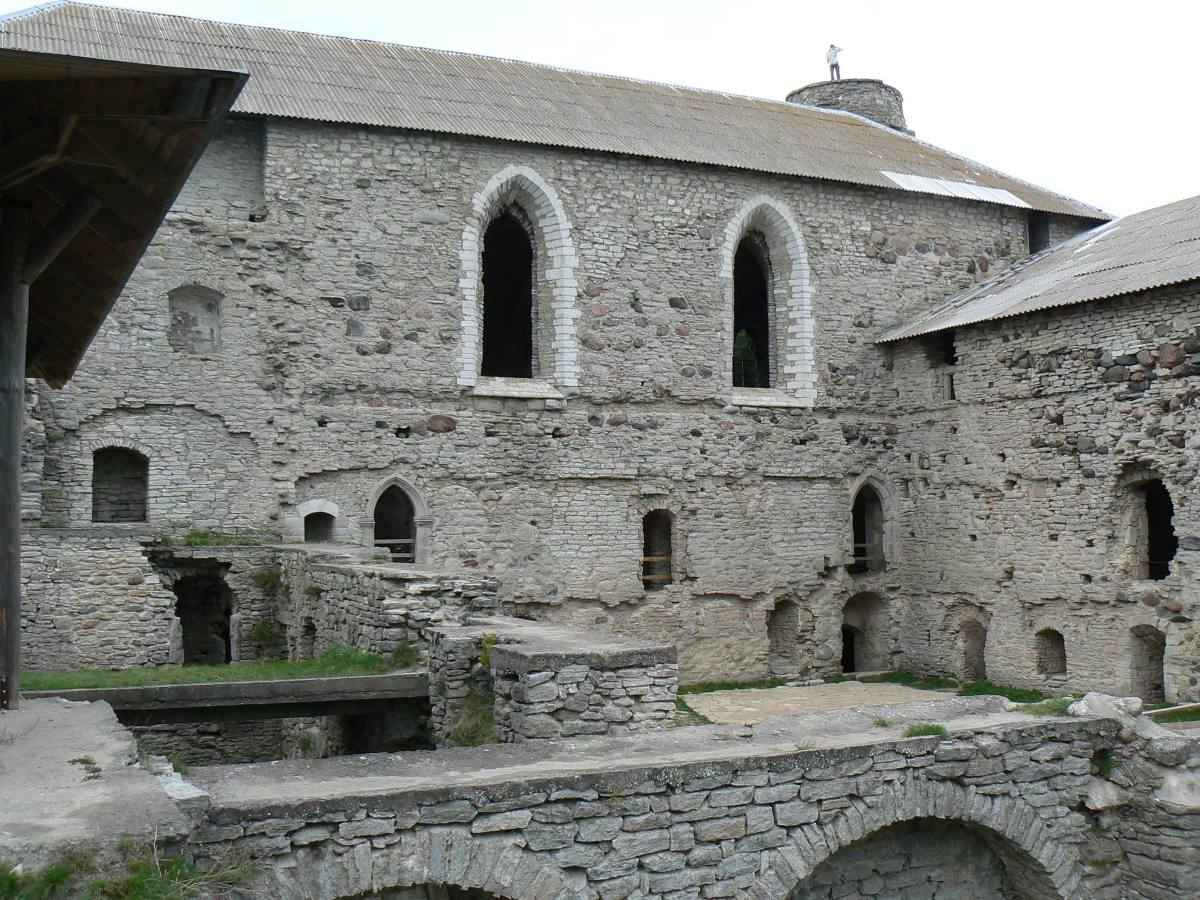
Kloster Padise
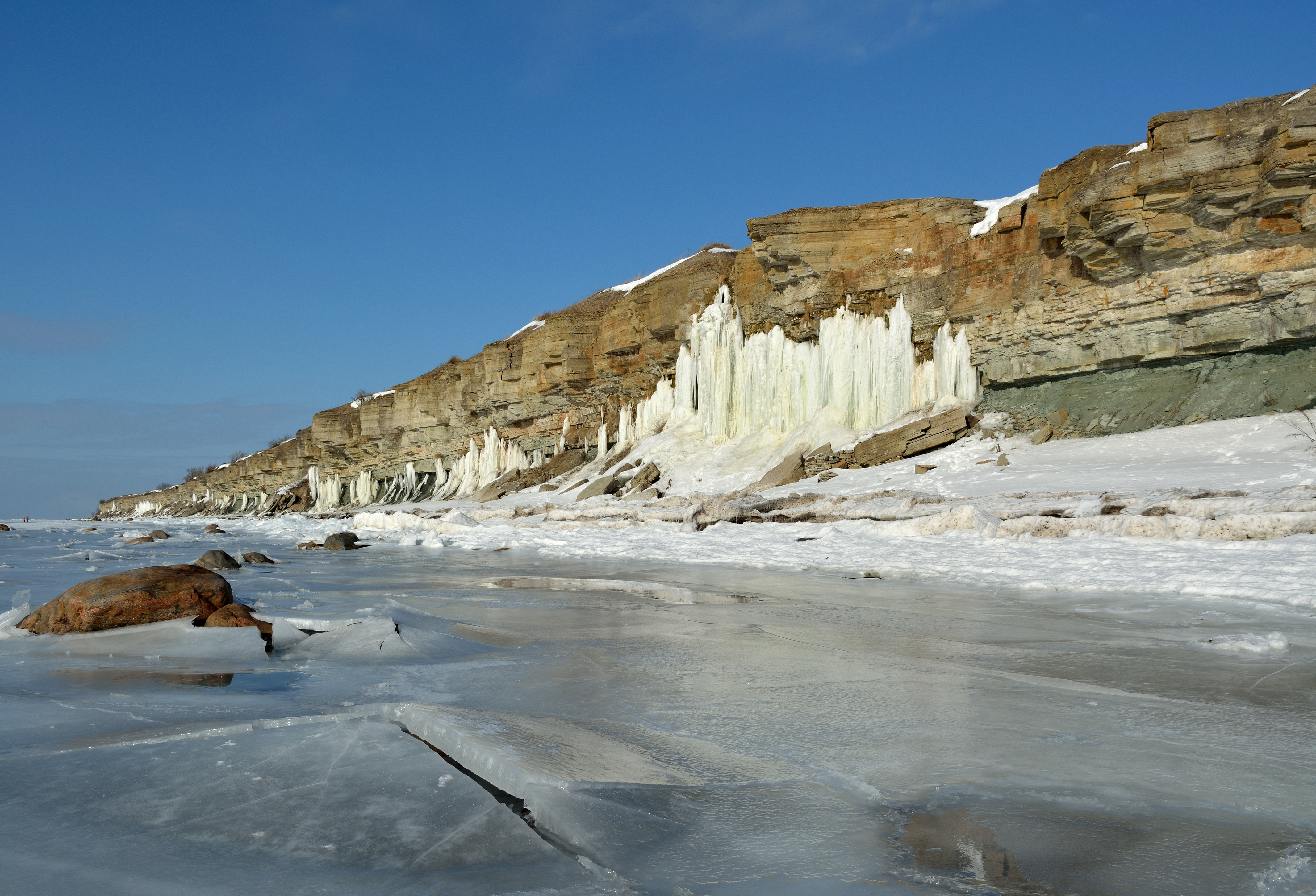
Pakri-Klippen